# Бандонеон

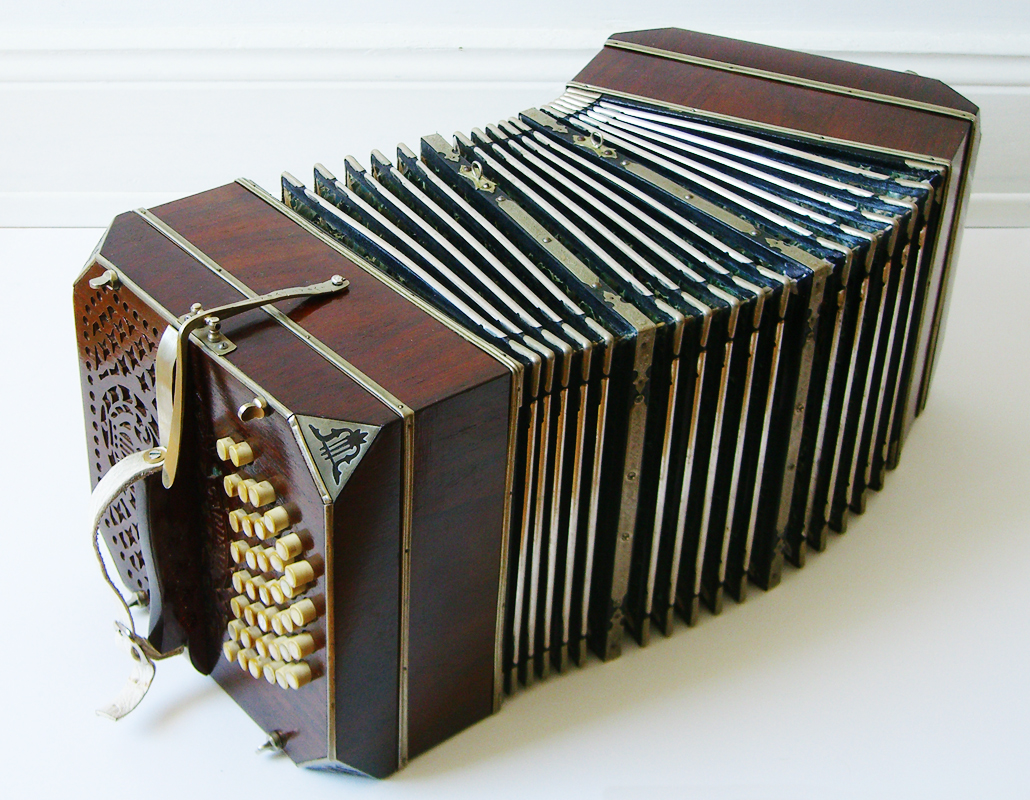
Бандонеон.

Бандонео́н (ісп. bandoneón) — музичний інструмент, різновид гармоніки. Названий так на честь його винахідника Генріха Банда. Спочатку використовувався для виконання духовної музики в церквах Німеччини. У кінці XIX століття був завезений до Аргентини і ввійшов до складу танго-оркестрів. Саме завдяки бандонеону музика аргентинського танго отримала те пронизливо-щемливе звучання, яке привертає до неї стільки шанувальників.
Серед видатних виконавців на бандонеоні:
- Астор П'яццола
- Рішар Гальяно
- Діно Салуцці
- Поліна Оліверос
- Едуардо Аролас

## Галерея

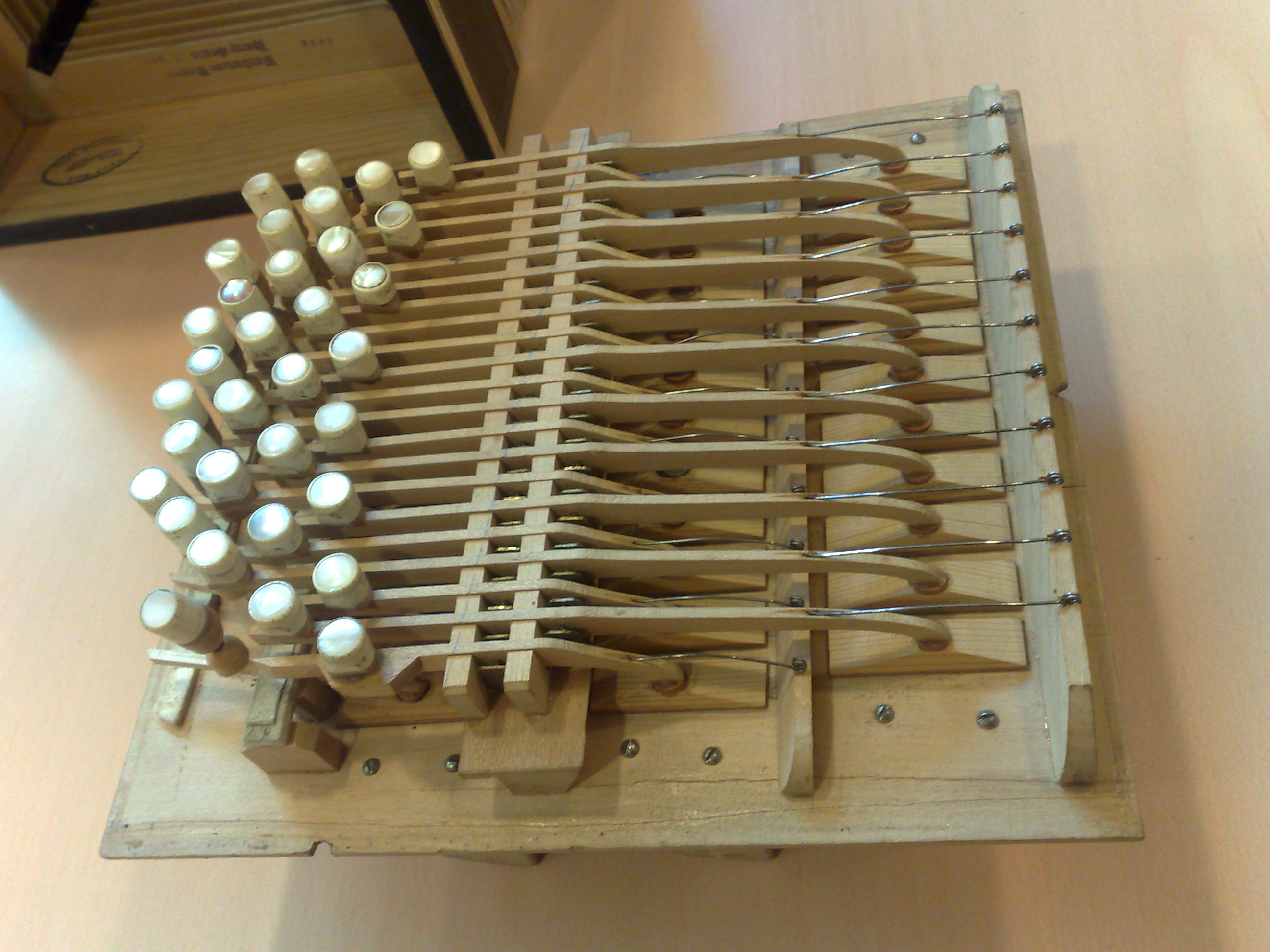
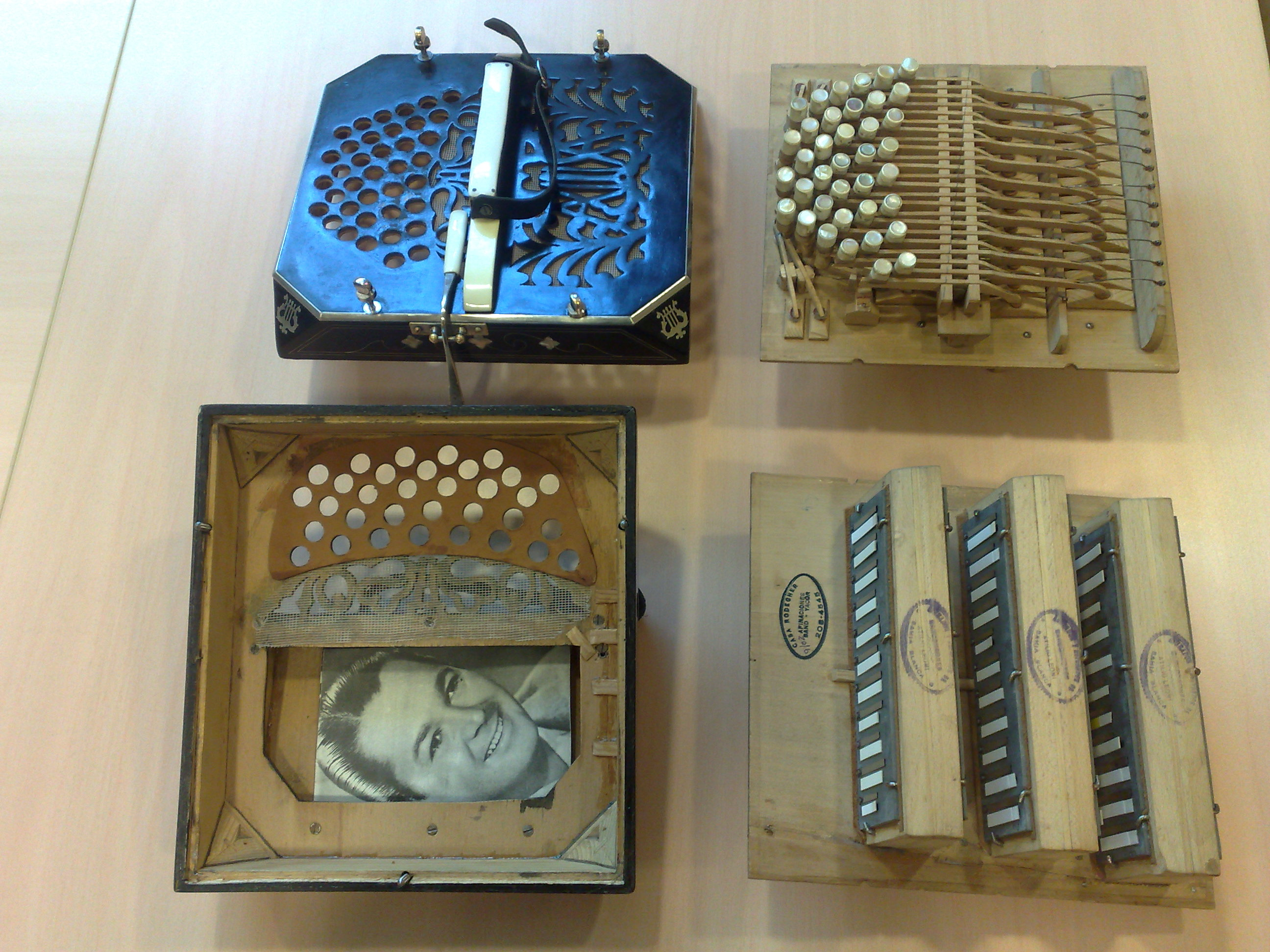
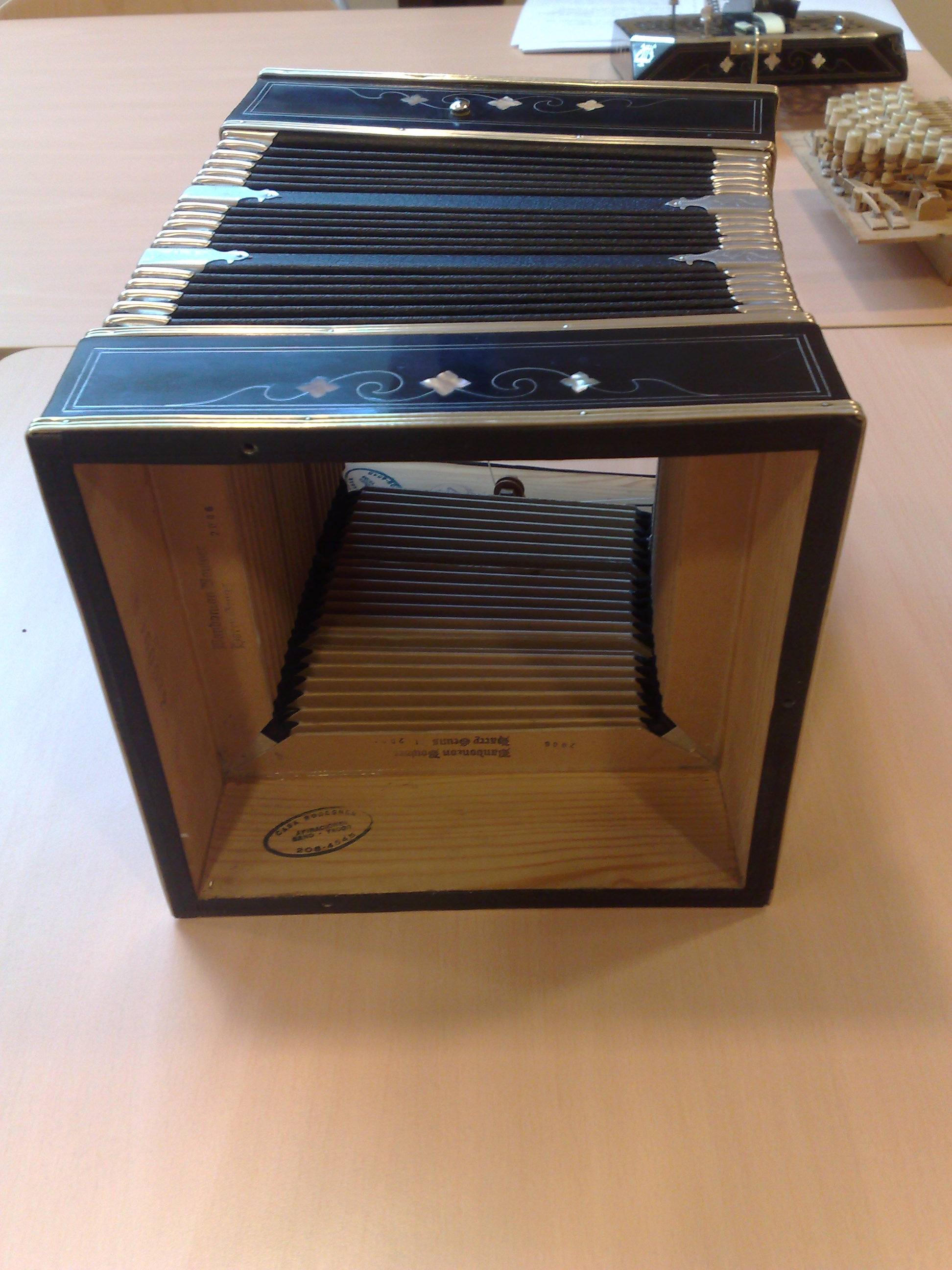
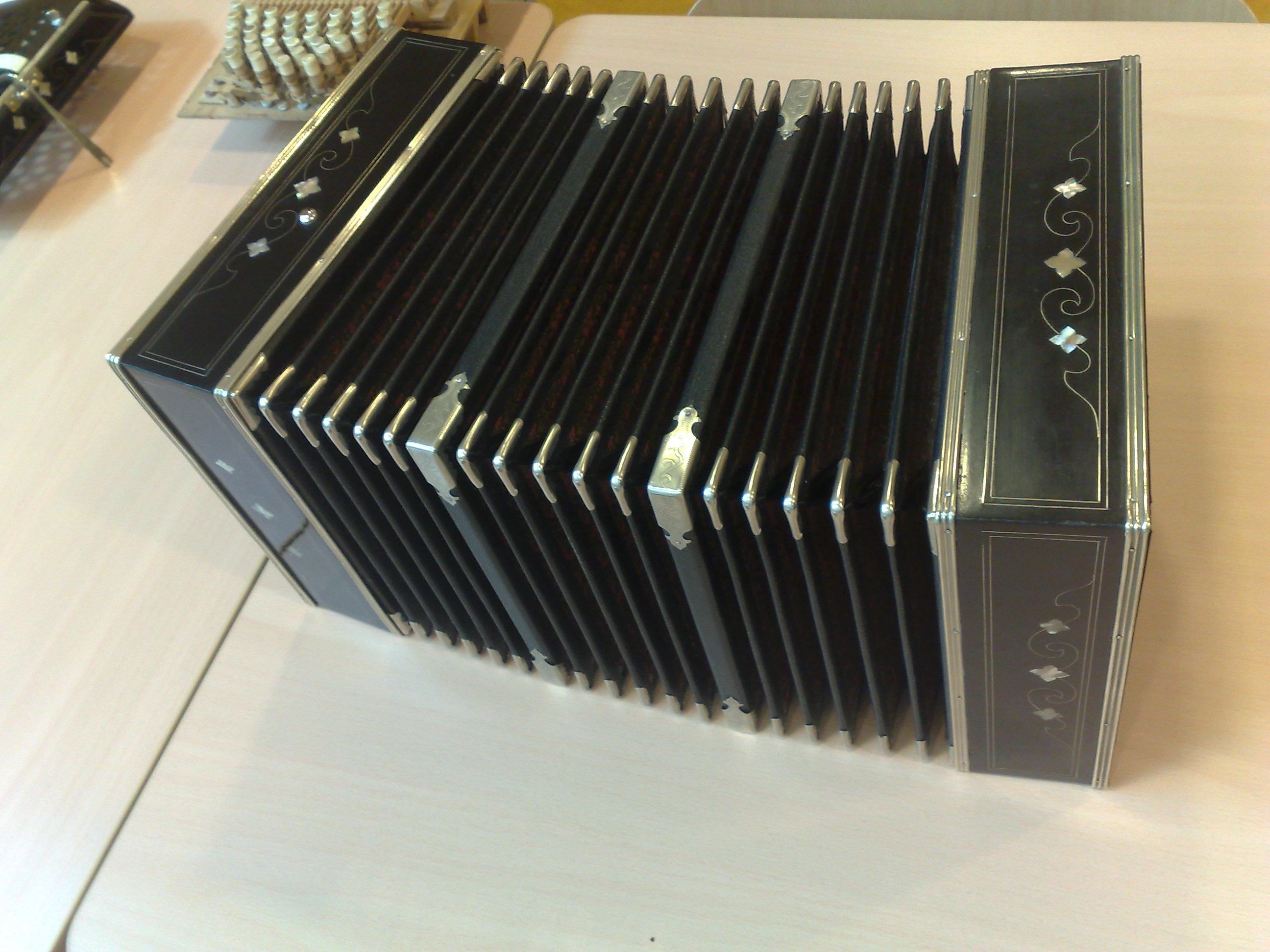
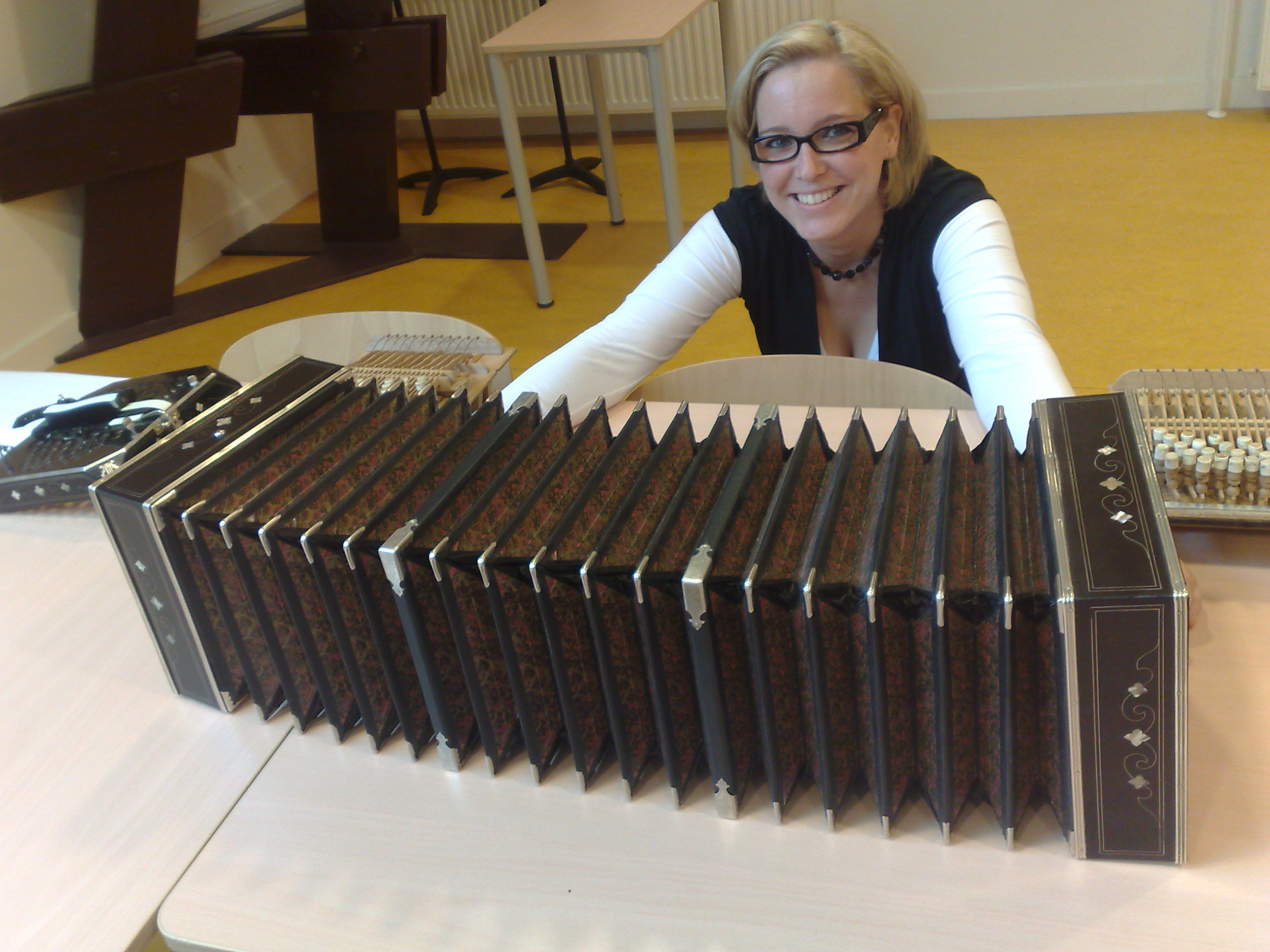

## Див. Також
- Танго